# Stenochrus silvino
Stenochrus silvino är en spindeldjursart som beskrevs av Chamberlin 1922. Stenochrus silvino ingår i släktet Stenochrus och familjen Hubbardiidae. Inga underarter finns listade i Catalogue of Life.